# Sekham
Sekham (nep. सेखाम) – gaun wikas samiti w zachodniej części Nepalu w strefie Gandaki w dystrykcie Syangja. Według nepalskiego spisu powszechnego z 2001 roku liczył on 901 gospodarstw domowych i 4826 mieszkańców (2648 kobiet i 2178 mężczyzn).